# Eublemma ecthaemata
Eublemma ecthaemata är en fjärilsart som beskrevs av George Francis Hampson 1896. Eublemma ecthaemata ingår i släktet Eublemma och familjen nattflyn. Inga underarter finns listade i Catalogue of Life.